# Charles Delano

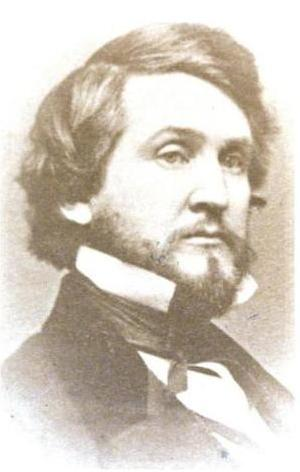
Charles Delano

Charles Delano (* 24. Juni 1820 in New Braintree, Worcester County, Massachusetts; † 23. Januar 1883 in Northampton, Massachusetts) war ein US-amerikanischer Politiker. Zwischen 1859 und 1863 vertrat er den Bundesstaat Massachusetts im US-Repräsentantenhaus.

## Werdegang
Im Jahr 1833 kam Charles Delano mit seinen Eltern nach Amherst, wo er die öffentlichen Schulen und danach bis 1840 das Amherst College besuchte. Nach einem anschließenden Jurastudium und seiner 1842 erfolgten Zulassung als Rechtsanwalt begann er in Amherst in diesem Beruf zu arbeiten. Im Jahr 1848 verlegte er seinen Wohnsitz und seine Anwaltskanzlei nach Northampton. Zwischen 1849 und 1858 war er Kämmerer im dortigen Hampshire County. Politisch schloss er sich der 1854 gegründeten Republikanischen Partei an.
Bei den Kongresswahlen des Jahres 1858 wurde Delano im zehnten Wahlbezirk von Massachusetts in das US-Repräsentantenhaus in Washington, D.C. gewählt, wo er am 4. März 1859 die Nachfolge von Calvin C. Chaffee antrat. Nach einer Wiederwahl konnte er bis zum 3. März 1863 zwei Legislaturperioden im Kongress absolvieren. Diese waren von den Ereignissen im unmittelbaren Vorfeld des Bürgerkrieges und seit 1861 vom Krieg selbst geprägt. Im Jahr 1862 verzichtete er auf eine erneute Kongresskandidatur.
Nach dem Ende seiner Zeit im US-Repräsentantenhaus praktizierte Charles Delano wieder als Anwalt. Zwischen 1877 und 1883 war er Kurator der Clark School for the Education of the Deaf, einer Schule für Hörgeschädigte. Außerdem wurde er im Jahr 1878 von der Staatsregierung von Massachusetts zum Sonderbeauftragten für den Hoosac-Tunnel und die Troy and Greenfield Railroad ernannt. Er starb am 23. Januar 1883 in Northampton, wo er auch beigesetzt wurde.